# Maimulu

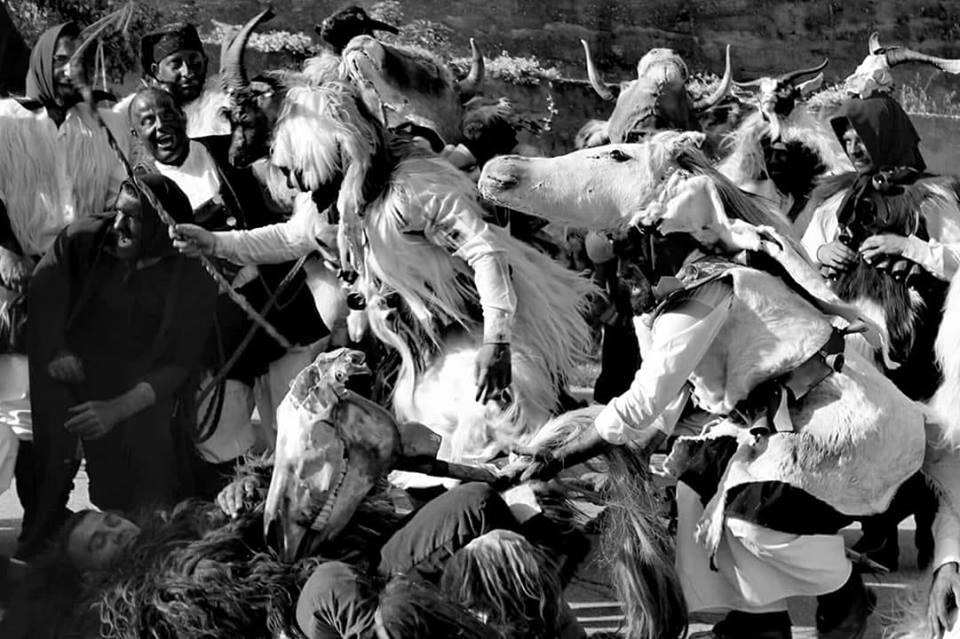
Su Maimulu, Gairo

Su Maimulu è un'antica manifestazione carnevalesca del paesi di Gairo e Ulassai, nella subregione barbaricina dell'Ogliastra, nella Sardegna centro orientale.
Fa parte delle tipiche maschere sarde del Carnevale barbaricino e ogliastrino che rievocano riti legati ad antiche danze propiziatorie finalizzate ad ingraziarsi i favori di antiche divinità pagane.

La manifestazione coincide con i vari riti Carrasegare della Barbagia e i Segariepetza campidanesi dell'ultimo periodo invernale (febbraio-marzo), ma ha inizio il 17 gennaio con "sa primu essia", che avviene in occasione dei grandi falò di piazza in onore di Sant'Antonio (a Gairo) e San Sebastiano (a Ulassai). A Gairo l'evento è accompagnato anche dalla nota e tradizionale "Sagra del cinghiale".

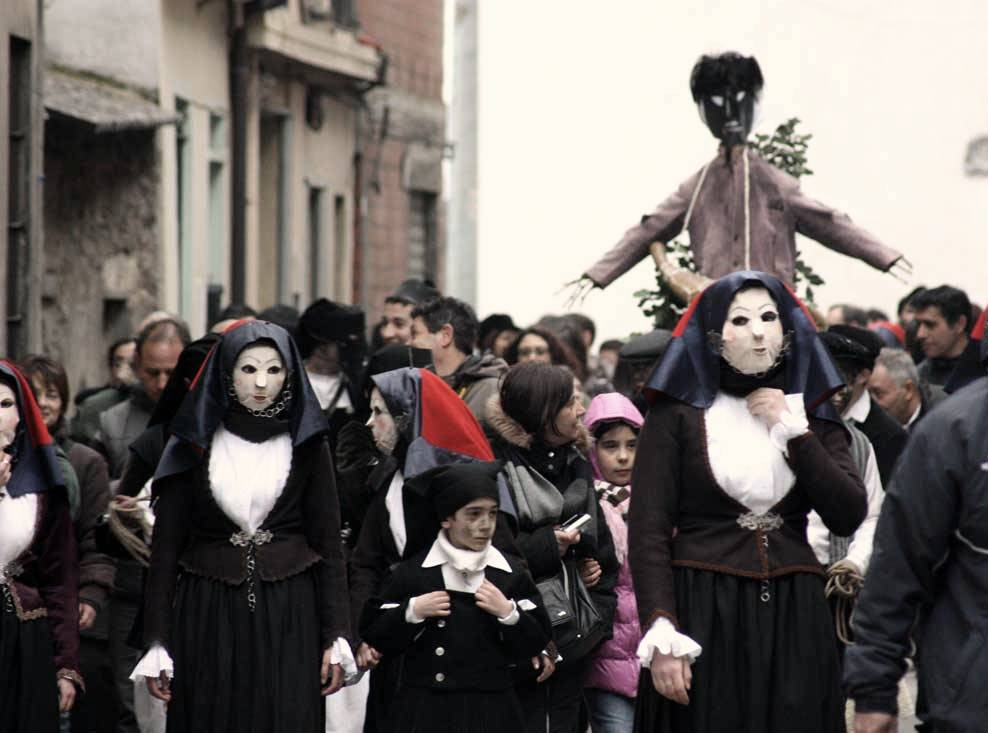
Su Maimulu a Ulassai

## Origine del nome
Non esiste un'origine certa del nome Maimulu.
Per la studiosa Dolores Turchi, che propende per un'origine dionisiaca dei carnevali barbaricino-ogliastrini, il termine Maimone o Mamuthone, deriverebbe da Mainoles (pazzo scatenato), ossia la maniera con la quale in lingua greca veniva chiamato Dioniso, dio dell'estasi e dell'ebrezza, mentre le Menadi, sue seguaci, erano chiamate Mainades (pazze). In greco Maimoon indicava colui che desiderava essere posseduto dal dio. Sempre dalla stessa radice deriva Maimasso o Maimatto (il violento, il tempestoso), termini usati da Plutarco per identificare Giove Pluvio, nella mitologia greca spesso identificato con Dioniso. Secondo la studiosa, nella danza dei Mamuthones del carnevale barbaricino si intravede il rito dionisiaco rappresentato dal sacrificio del dio che muore per poi risorgere.
Il linguista Max Leopold Wagner nel suo Dizionario etimologico sardo traduce Maimone con "spauracchio" dando al termine origini semitiche e spiegando che - originariamente - indicava una scimmia e - successivamente - avrebbe definito una bestia immaginaria. Tale definizione animalesca è stata accolta anche dallo studioso Giulio Paulis.
Giovanni Lilliu, padre dell'archeologia sarda, nel suo libro La civiltà dei Sardi scrive che Maimone era un essere demoniaco, invocato come facitore di pioggia a Cagliari ed a Ghilarza, mentre ad Iglesias era lo spirito di un pozzo.
Francesco Alziator riprendeva i significati dati da M. L. Wagner e ipotizzava un'affinità tra Maimone e le statue parlanti di Roma come Pasquino e Marforio.
Secondo altri studiosi, tra cui Mario Ligia, Maimulu è una variante di Maimone, termine sardo che stava ad indicare, secondo alcuni ricercatori, l'antica divinità fenicia e protosarda della pioggia. La radice Maim'o, infatti, in fenicio significava "acqua" mentre in ebraico indicava un demone, un mostro ed anche la brama di denaro. Sempre lo stesso studioso lo identifica con la divinità pluvia libico-berbera di Amon, con la differenza che la radice del vocabolo sardo Maimone, per la presenza della vocale i, risulterebbe più antica e proverrebbe direttamente dall'Asia Minore e non dall'Africa.

### Lessico
Su Maimulu: la mascherata, il periodo carnevalesco. Maimulu però significa anche, semplicemente, maschera.
Is maimulus: le maschere, in generale. La pronuncia nella variante ogliastrina del sardo è "Ir maimulus", in quanto l'articolo plurale is se seguito da determinate consonanti, si proncuncia "ir".
S'urtzu ballabeni: è uno dei personaggi principali de Su Maimulu. La pronuncia, nella variante ogliastrina del sardo, è "ursu"

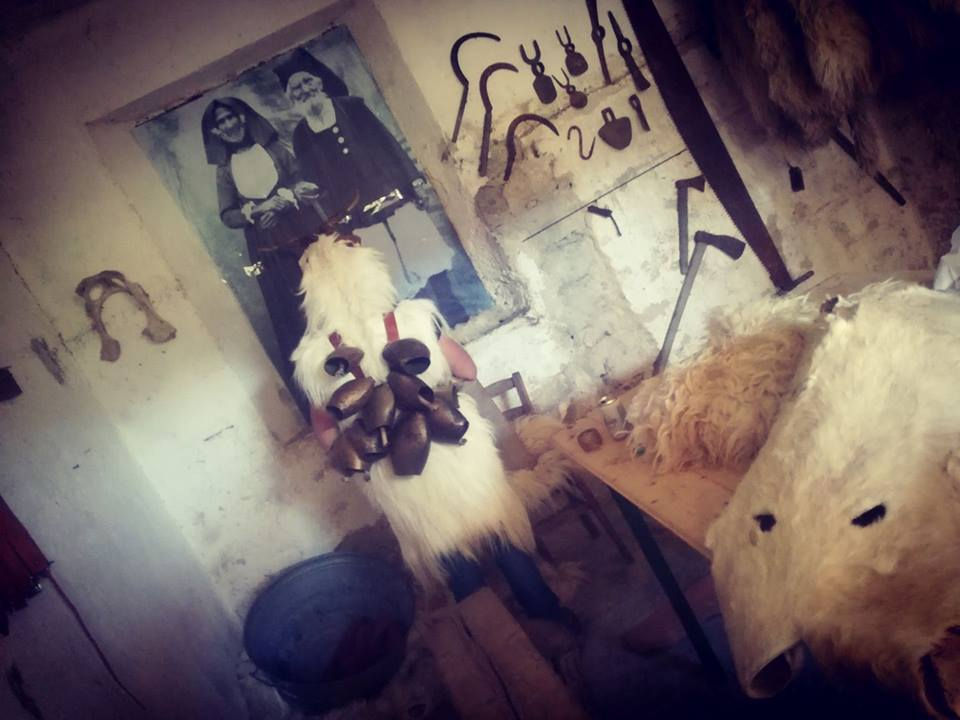
Su Maimulu, locandina

Marti Perra (a Ulassai Martisberri): è il Martedì Grasso. Secondo una leggenda locale era anche un grosso gatto che vigilava sulla partecipazione della comunità alle celebrazioni carnevalesche, punendo in modo cruento chi, in quella giornata, venisse sorpreso a lavorare nei campi.

## Il Carnevale ogliastrino e barbaricino
La mascherata de Su Maimulu fa parte delle rappresentazioni carnevalesche ogliastrine e barbaricine, che si differenziano dagli altri carnevali isolani per le loro maschere orride e ancestrali.
Queste rappresentazioni, di origine pre-cristiana e pre-romana, mettono in scena l'atavica lotta tra il bene e il male. Una figura malvagia, (a Gairo s'urtzu ballabeni), che rappresenta la natura selvaggia, l'inverno, attacca chiunque gli si pari davanti, così come l'inverno in passato aggrediva le comunità. Delle figure benigne invece (a Gairo is omadoris o peddincionis) lo tengono in catene e attraverso le percosse lo obbligano prima a seguire un ritmo regolare (dettato dai campanacci che portano sul dorso) poi lo uccidono. La danza ad un ritmo regolare (il nome del personaggio deriva proprio dall'incitamento "Urtzu, ballabeni!" ovvero "Urtzu, balla bene!") è da auspicio ad una natura che danzi al ritmo voluto dalla comunità, con piogge regolari etc... La morte de s'urtzu è invece il simbolo della fine dell'inverno, del periodo di sofferenza quindi. Alla morte iniziano i festeggiamenti della comunità, interrotti solo da una repentina rinascita de s'urtzu. La rinascita serve a ricordare alla comunità il ciclo delle stagioni. S'urtzu per l'anno è stato sconfitto, ma la vittoria non è permanente: l'anno successivo tornerà, aggressivo come sempre.
Considerate di interesse etnologico in quanto legate ai cicli naturali della morte e della rinascita della natura, le maschere antropomorfe e zoomorfe ripropongono in chiave grottesca il rapporto uomo-animale, base dell'economia agro-pastorale delle zone interne, rievocando rituali apotropaici e danze propiziatorie legati ai ritmi della natura e al culto delle divinità pluviali precristiane.
Questo carnevale è tipico della parte centrale e più montuosa della Sardegna dove le tradizioni ancestrali sono state tramandate nel tempo per arrivare fino ai nostri giorni. Di grande interesse antropologico, queste particolari manifestazioni carnevalesche sono oggetto di approfonditi studi, ma nonostante le ipotesi più disparate, resta il mistero sul loro antico significato.
Secondo lo studioso Massimo Pittau questa antica usanza proviene direttamente dalla Civiltà nuragica ed altro non era che un rito religioso mediante il quale si uccidevano i vecchi divenuti un peso per la comunità. L'ipotesi però non ha alcuna prova storica.

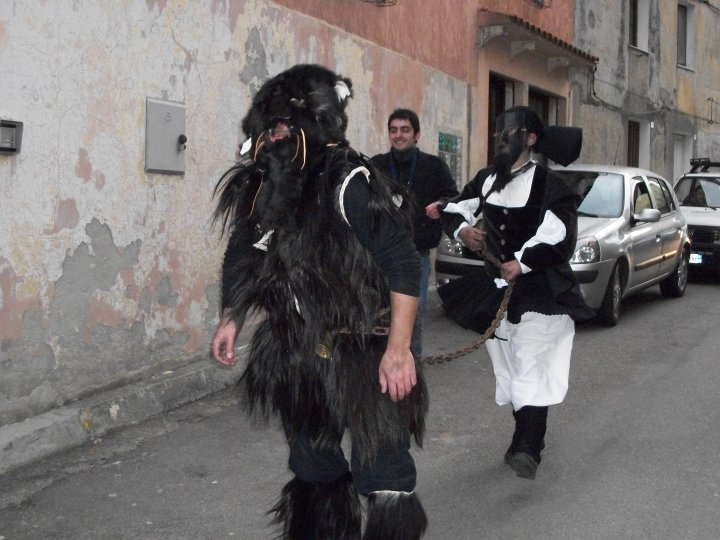
Scene del carnevale ulassese: le maschere de s'Ursu e de s'omadori.

Altri ricercatori fanno risalire queste tradizioni a ciò che resta di un antico rito dionisiaco che rappresentava il sacrificio del dio stesso che moriva per poi risorge all'inizio della stagione agricola. Maimone (maimulu, mamuthone) altro non era che Dioniso medesimo. La stessa parola con la quale in sardo si identifica il carnevale ossia carrasecare, starebbe a significare carre'e secare, dove il termine carre (carne, diversa da petza, altra parola per carne) designerebbe la carne umana, per cui il termine carrasecare rimanderebbe all'antico rito dionisiaco vero e proprio, dove la carne viva di capretti e vitelli veniva dilaniata per rendere omaggio a Dioniso bambino sbranato dai Titani.
Altri segni molto eloquenti sono riscontrati nella gestualità degli individui mascherati, nel loro particolare abbigliamento, negli strumenti agricoli e nell'atmosfera tragica e lugubre della rappresentazione della morte.
Anche la Linguistica ha aiutato a decifrare il rito chiarendo l'origine delle parole legate alle maschere come Maimone (Maimulu, Mamuthone) Orcu-Ocru, Urcu-Urtzu, Bovette, Zorzi..

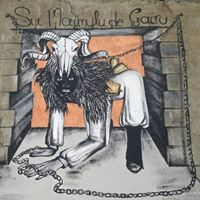
Su Maimulu, (murale a Gairo Sant'Elena, creato da Anna Ascedu, artista locale)

Per la studiosa Pierina Moretti le manifestazioni carnevalesche ogliastrine rivelano rituali primitivi, e la regione storica stessa con le sue caratteristiche storiche e geografiche e con il suo isolamento plurisecolare, costituisce un'area etnograficamente multiforme e conservativa. Per la studiosa, varie maschere rappresentano l'orso e i suoi giustizieri (urtzu, peddinciones e poddinaios), e sono elementi di un arcaico rituale agrario basato su eliminazione e rinnovamento, demoni della natura e della fecondità, distruzione delle forze malefiche e propiziazione della rinascita. Uguali motivi apotropaico-propiziatori, secondo la studiosa, « sono presenti in rituali agrari di alcune popolazioni balcaniche e idoli in tutto simili a mamuthones e peddinciones in miniatura, erano usati da tribù dei Ma-Yombe nel Congo occidentale durante le cerimonie di circoncisione. Le affinità tra la mascherata dell'orso ed altri schemi primitivi del Carnevale sardo sono palesi e fondamentalmente si riconducono ad una radice unica ed esprimono un comune significato».
L'orso non appartiene alla fauna della Sardegna e si tratterebbe di un animale-simbolo, reminiscenze delle popolazioni neolitiche che giunsero sull'Isola attraverso il Ponte corso. Oppure, molto più probabilmente, la parola "urtzu" non ha alcun legame con l'orso. A parte l'assonanza, con il nome dell'animale e significa più che altro "orco".

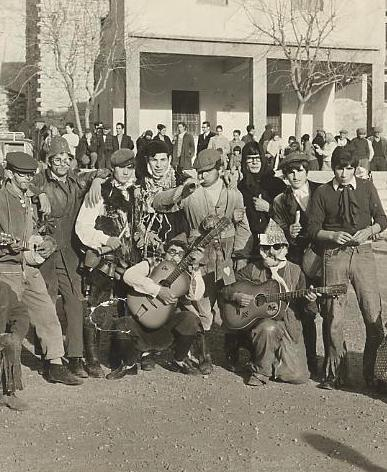
Immagine del carnevale Su Maimulu del 1968 a Ulassai

## Caratteristiche del carnevale ulassese
Ulassai conserva oggi la manifestazione solo in parte rispetto a quelle dei secoli passati, poiché varie dinamiche sono andate perse nel tempo.
Le caratteristiche che lo contraddistinguono rispetto agli altri carnevali sono:
- la presenza della personificazione della madre nel rituale chiamato sa Ingrastula;
- la personificazione vivente nel rituale de su Maimulu;
- i pastori provvisti di lacci denominati Assogadoris;
- l'uomo trattenuto con una catena, ossia s'Urcu aresti (simbolo della malvagità);
- sa Martinica (la donna-scimmia);
- il fantoccio Martisberri.

## Caratteristiche del carnevale di Gairo[8]
Nel paese di Gairo, Su Maimulu, sinonimo di "mascherata", aveva inizio il 17 gennaio e durava fino al mercoledì delle ceneri. Il 17 gennaio era la cosiddetta "Primu essia" e coincideva col falò di Sant'Antonio. S'omini 'e facci (solitamente appartenente alla categoria dei macellai), assumeva pubblicamente la responsabilità dell'organizzazione dei festeggiamenti, mentre le maschere si annerivano il viso con la fuliggine generata dal falò.
Su Maimulu era ed è una rappresentazione dell'atavica lotta tra il bene e il male, come veniva vissuta da una comunità rurale. Le origini di queste rappresentazioni risalgono infatti all'epoca pre-romana e pre-cristiana. Rientra quindi nel novero dei carnevali barbaricino-ogliastrini, con cui ha in comune i principali significati. Ha però una particolarità: conserva infatti una ricchezza di figure eccezionale, che lo ha reso e lo rende uno dei più particolari dell'isola. Accanto alla figura malvagia de s'urtzu ballabeni e a quelle benigne de is maimulus (alcuni dei quali, in virtù del particolare ruolo, venivano chiamati omadoris e buccinu) ci sono altre figure uniche, come su cuadderi e is poddinaius.
Su cuadderi ("il cavaliere") era l'unica figura parlante della mascherata. Vestito da cavallo, portava un lungo bastone al cui apice era infilato un teschio di cavallo e urlando annunciava il passaggio de Su Maimulu, il corteo delle maschere, e ne annunciava le fasi (es. "Accodei ca dd'oceus", "venite che lo uccidiamo", riferendosi a s'urtzu).
Su poddinaiu (o is poddinaius, visto che poteva essere più di uno) era invece un'altra figura particolare e molto importante. All'uccisione de s'urtzu dava infatti il via ai festeggiamenti per la fine dell'inverno. Cospargeva infatti le altre figure de Su Maimulu con abbondanti manciate di crusca ("su poddini"), simbolo di abbondanza. Era in pratica un auspicio per la nuova stagione. Si riteneva, in passato, che essere colpiti dalla crusca lanciata da su poddinaiu fosse di buon auspicio.

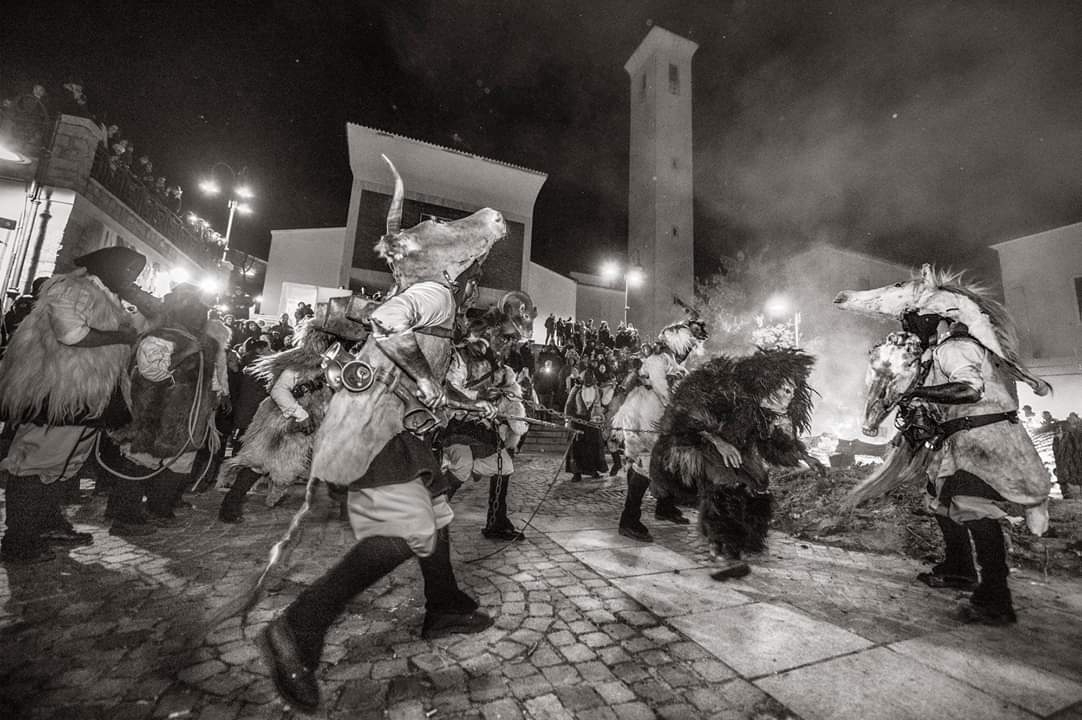
Gairo, "sa primu essia", nel giorno di Sant'Antonio

Altre figure erano sa filadora, s'ingrastula e sa martinica, vestite da donna. Sa filadora, vestita di nero, portava rocca e fuso.. il filo era considerato il simbolo della vita e lei, durante la rappresentazione, si avvicinava agli spettatori, in particolare i più abbienti, e fingeva di romperlo. Serviva a ricordare loro che malgrado le loro ricchezze terrene, la morte sarebbe giunta anche per loro.
S'ingrastula, vestita anche lei di nero, augurava invece il male ("frastimmada"). Sa martinica era invece una figura scherzosa.
La rappresentazione tipica de Su Maimulu, introdotta da su cuadderi, prevedeva l'avanzata saltellante ed aggressiva de s'urtzu, che attaccava in modo imprevedibile chiunque gli si parasse davanti. Era legato con la catena di un aratro, alla cui estremità stava su bucinu, che provava a tenerlo a bada. Era aiutato in questo da is omadoris che, muniti uno di strumbulu (arnese agricolo appuntito) e l'altro di zirogna (grosso nervo di bue) camminavano a fianco de s'urtzu con saltelli ritmici e lo percuotevano obbligandolo a seguire l'andatura ritmica. Queste figure, così come il resto de is maimulus che li seguivano (anche 30) indossavano sul dorso un grosso numero di campanacci, che servivano a dare il ritmo che s'urtzu avrebbe dovuto seguire. Tutti is maimulus indossavano l'abito tradizionale, s'estia 'e peddi (pelle di animale) e la testa imbalsamata o il teschio di un animale, spesso cornuto (bovino, capra, pecora, cervo o altro). 

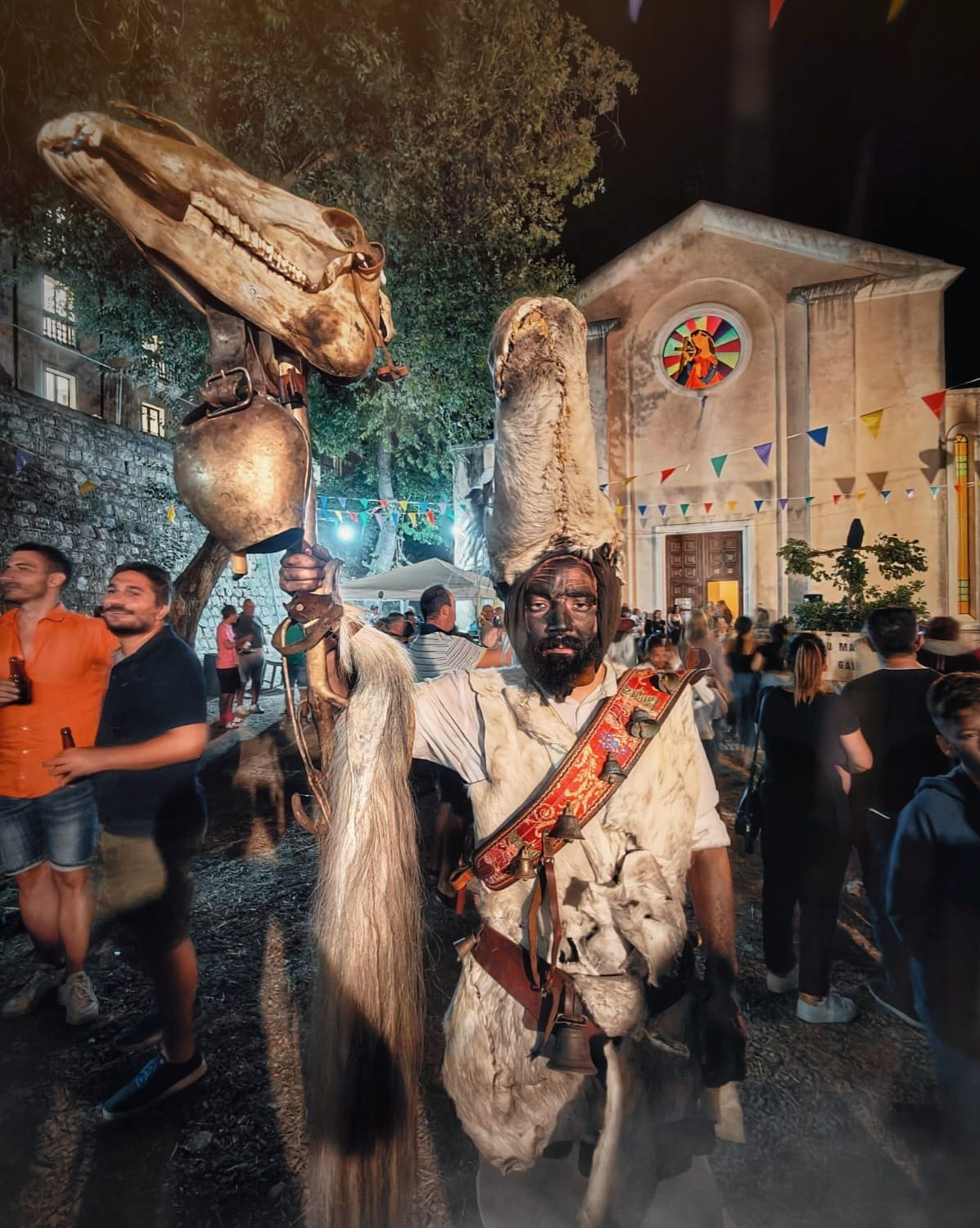
Gairo, Su cuadderi

La rappresentazione prevedeva ad un certo punto l'uccisione de s'urtzu, sotto i colpi de is omadoris e de su bucinu. Era il simbolo della fine dell'inverno e delle sofferenze e dava inizio ai festeggiamenti. Gli stessi venivano però interrotti dalla repentina e improvvisa rinascita de s'urtzu che, risollevandosi e riprendendo ad assalire chiunque, ricordava a tutti che la sua sconfitta era solo temporanea e che l'anno successivo (ciclo delle stagione) sarebbe tornato.
Questa rappresentazione veniva ripetuta più volte per le vie del paese, seguita da un grosso carro trainato da due figure (trasulau e malandau) che fingevano di essere dei buoi. Sul carro trovava spazio una figura dalle sembianze umane, Santu Nanì, e venivano raccolti i doni della popolazione (vino, salumi formaggi ecc...). Al termine della giornata questi doni servivano per un grosso banchetto, cui era invitata tutta la comunità.
I significati de Su Maimulu e i racconti degli anziani gairesi sono raccolti nello scritto "Su Maimulu - Il carnevale antico gairese", scritto da Mauro Loi, illustrato da Anna Ascedu e il cui glossario è stato scritto da Salvatore Dedola. Lo scritto, frutto della collaborazione di tutto il paese, raccoglie testimonianze scritte ed orali raccolte nel tempo ed ha permesso di ricostruire fedelmente una tradizione interrotta per anni a causa delle tragiche vicende gairesi (II^ Guerra Mondiale seguita dall'alluvione del 1951, che aveva portato all'abbandono del vecchio abitato, tuttora disabitato).

## La leggenda diMarti Perra(oMartisberri)

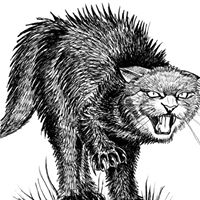
Anna Ascedu, Marti Perra, da "Su Maimulu, il Carnevale antico gairese"

Secondo una leggenda locale, Marti Perra (a Ulassai Martisberri) era un grosso gatto che nel giorno de Su Maimulu (Martedì Grasso, noto appunto come Marti Perra), vigilava sulla partecipazione della comunità alle rappresentazioni carnevalesche. L'occasione era infatti propizia per sanare divergenze tra i membri della comunità.
Si riteneva che Marti Perra (o Martisberri) fosse in grado di squartare chi il giorno di Martedì Grasso venisse sorpreso a lavorare nei campi. Il suo arrivo, sempre secondo la leggenda, era preceduto da un ritornello che diceva: "Non mi neris atò, ca Marti Perra so, deu soi Marti Perra, beniu sò po ti ferriri" ("non dirmi atò, che Marti Perra sono, sono Marti Perra e sono venuto per farti male"). "Atò" era l'espressione usata dagli anziani per scacciare i gatti. Nel centro di Villagrande Strisaili, era presente una maschera in legno di pero che raffigurava un grosso gatto selvatico, andata in disuso col tempo.
In passato Su Maimulu era presente anche negli altri due centri ogliastrini della Valle del Pardu, (Osini, e Jerzu), mentre nei restanti il carnevale veniva festeggiato sotto il nome di Maimone/i.

## Bibliografia

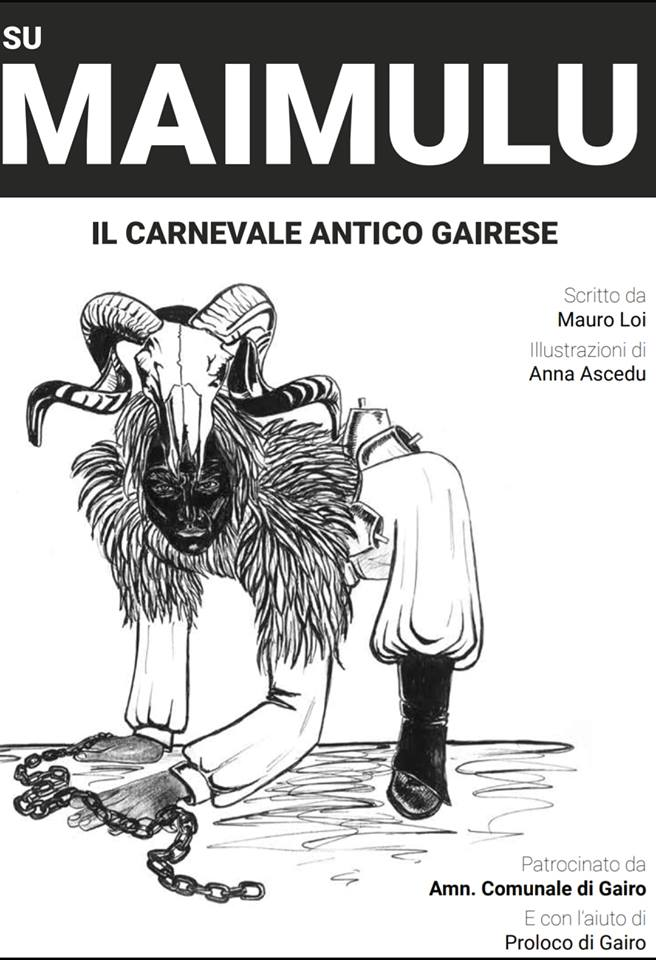
"Su Maimulu, Il Carnevale antico gairese"